# Hans von Koessler

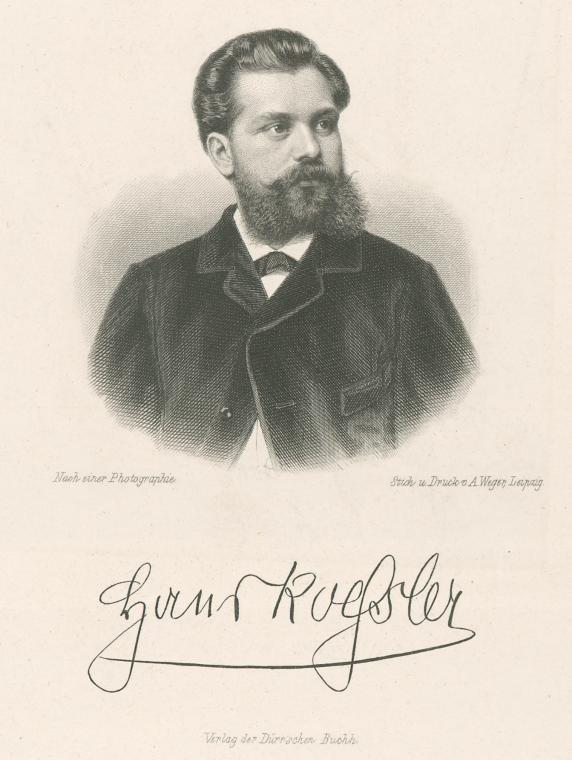

Hans von Koessler (Kemnath, 1º gennaio 1853 – Ansbach, 23 maggio 1926) è stato un compositore e direttore d'orchestra tedesco.

## Biografia
Conosciuto in Ungheria, dove lavorò per 26 anni (o 43 come si racconta), con il nome di János Koessler, era un parente di Max Reger. Nato a Waldeck, luogo poi parte del comune Kemnath, nel massiccio montuoso bavarese Fichtelgebirge, parte in seguito dell'Alto Palatinato. 
Negli anni 1874-1877 studiò con Joseph Rheinberger e poi a Monaco di Baviera con Franz Wüllner, insegnò al Hochschule für Musik Carl Maria von Weber Dresden, dal 1878 fu direttore d'orchestra al Dresdner Liedertafel. Insegnò anche all'accademia Musicale Franz Liszt di Budapest.
Fra i suoi allievi Zoltán Kodály, Béla Bartók, Emmerich Kálmán, Ernst von Dohnányi, Leó Weiner, Viktor Jacobi e Fritz Reiner.